# Fabric (topologie)
Pour l’article homonyme, voir fabric.

Exemple de fabric

Une fabric est un type de topologie réseau où les nœuds d'un réseau sont raccordés aux autres via des switchs (commutateurs) et d'une façon matricielle qui garantit que la meilleure bande passante est attribuée à chacun.
Le terme de « fabric » est utilisé dans le domaine des télécommunications, mais surtout dans le domaine des réseaux de stockage SAN en protocole Fibre Channel, ainsi que dans les réseaux haut-débit dont Infiniband. Le principe du fabric se définit par opposition à celui de l'Ethernet et son principe historique de broadcasting (mais, les générations récentes d'Ethernet utilisent aussi des switchs) ; il se définit aussi par opposition aux réseaux en anneau (rings) également utilisés pour les réseaux Fibre Channel. Les switchs fabrics offrent en général un débit global supérieur à ceux des réseaux traditionnels.

## Fabric dans le domaine du Fibre channel

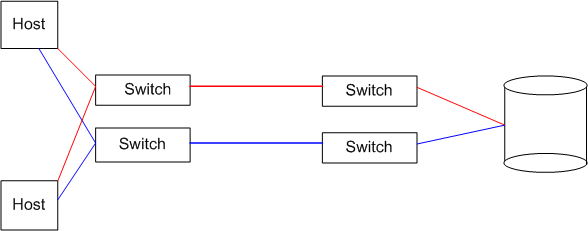
Exemple de double fabric

En topologie switch fabric Fibre Channel, (appelée FC-SW), les serveurs et périphériques de stockage sont raccordés entre eux par des switchs FC ; la topologie autorise un nombre théorique de 16 millions d'éléments, limités uniquement par l'espace d'adressage (224). La visibilité réciproque des nœuds est gérée par la définition de zones logiques, appelée « zoning ».
La plupart des réseaux de stockage sont configurés en double-fabrics (deux fabrics parallèles indépendantes), afin d'obtenir une haute disponibilité par redondance des chemins d'accès. Cela permet non seulement une tolérance aux pannes, mais aussi la possibilité d'interventions de maintenance matérielle transparentes pour les applications.